# Dusičnan rtuťný
Dusičnan rtuťný je anorganická sloučenina s chemickým vzorcem Hg2(NO3)2. Tato toxická látka se používá na přípravu rtuťných sloučenin.

## Výroba
Dusičnan rtuťný lze připravit z kovové rtuti působením zředěné kyseliny dusičné za studena:
6 Hg + 8 HNO3 → 3 Hg2(NO3)2 + 2 NO↑ + 4 H2O
nebo přidáním kapalné rtuti do dusičnanu rtuťnatého:
Hg(NO3)2 + Hg ⇌ Hg2(NO3)2

## Vlastnosti
Dusičnan rtuťný vytváří krystalický hydrát Hg2(NO3)2·2H2O. Na vzduchu ztrácí krystalickou hydrátovou vodu.
Přídavkem hydroxidu draselného dochází k tvorbě se černé sraženiny rtuti a oxidu rtuťnatého:
Hg2(NO3)2 + 2 KOH → HgO↓ + Hg↓ + 2 KNO3 + H2O
Rozkládá se při 70 až 150 °C:
Hg2(NO3)2 → 2 HgO + 2 NO2↑
Koncentrovaný roztok podléhá hydrolýze za vzniku sraženiny zásadité soli:
Hg2(NO3)2 + H2O → Hg2NO3(OH)↓ + HNO3
Reakce se zředěnou kyselinou chlorovodíkovou:
Hg2(NO3)2 + 2 HCl → Hg2Cl2↓ + 2 HNO3
Oxiduje se horkou koncentrovanou kyselinou dusičnou:
Hg2(NO3)2 + 4 HNO3 → 2 Hg(NO3)2 + 2 NO2↑ + 2 H2O
Může také být oxidován zředěnou kyselinou dusičnou za přítomnosti kyslíku:
2 Hg2(NO3)2 + 4 HNO3 + O2 → 4 Hg(NO3)2 + 2 H2O
Při reakci s mědí vzniká sraženina žluté rtuti:
Hg2(NO3)2 + Cu → 2 Hg↓ + Cu(NO3)2
Reaguje s nasyceným roztokem sulfanu:
Hg2(NO3)2 + H2S → HgS↓ + Hg↓ + 2 HNO3
Za chladu reaguje s hydrogenuhličitanem draselným :
Hg2(NO3)2 + 2 KHCO3 → Hg2CO3↓ + 2 KNO3 + H2O + CO2↑